# 実業家

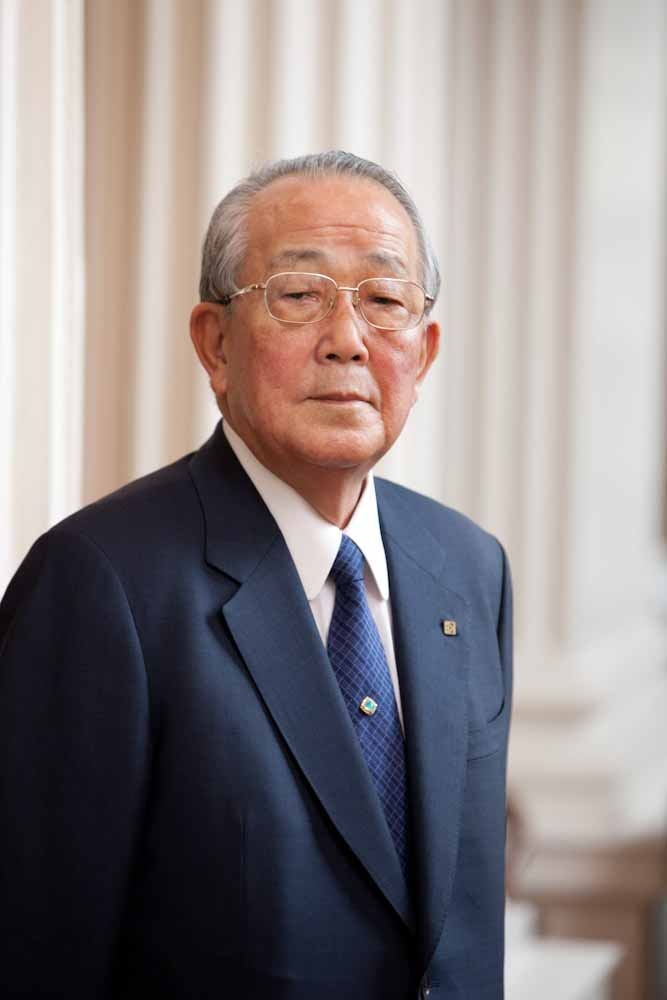
日本の京セラなどの創業者・稲盛和夫

実業家（じつぎょうか）は、商工業、金融など経済的な事業を営む人物。
業を経済的な側面を考慮し人的、財政的、知的に資本と物理的資本の組み合わせを利用してキャッシュフロー、売上、収益を生み出す目的で開発と成長を促す側面があり、起業家は実業家、ビジネスマンの一例である。英語の「ビジネスパーソン」という用語は、創業者、所有者、大多数の株主を指す場合がある。また、経営幹部が所有者ではないにもかかわらず、ビジネスの日常的な運営や管理を担当する高級幹部を表すために使用することもできる。
この用語は企業、組織、または代理店の上位管理職に携わる人を意味する場合もある。
これは企業、会社、組織、または代理店の総管理を担当する創業者、所有者、マネージャ、エグゼクティブ、または管理者に特に当てはまる。
資本家との対比で用いられることがあるが、資本家であると同時に実業家である場合もある。

## 歴史
先史時代：トレーダー
「ビジネスマン」という単語は、生業や商業の者を意味することができるため、業者が存在する限り、ビジネスマンは存在していた。「コマース」は単に「貿易」を意味し、貿易は記録されたすべての歴史を通して存在していた。
人類史上最初のビジネスマンはトレーダーまたは商人であった。
中世の期間：商人階級の上昇
加盟店は中世のイタリアで「クラス」として登場した。1300年から1500年の間に会計、手形、有限責任が発明され、世界は確かにビジネスマンである「最初の真の銀行家」が示された。
同じ時期にヨーロッパは、「豊かな商人の出現」が表された。この「商人階級の上昇」は、ヨーロッパが初めて仲買人を必要としたことからもたらされたものであり、これらの「バーガー」や「ブルジョア」がこの役割を果たした人々であった。
ルネッサンスから啓蒙へ：資本主義の台頭
ヨーロッパは16世紀に世界的に支配的商業力を発揮し、ヨーロッパ人が新しいビジネスツールを開発するにつれて、新しいタイプのビジネスパーソンがそれらのツールを使い始めた。この時期ヨーロッパでは紙幣、小切手、株式会社（および株式 ）が開発され使用されはじめた。数理の発展は保険の出現につながった。
これらの新しいツールは共に、新しい種類のビジネスマンである資本家によって使用された。これらの人々は銀行家として事業を有していたが、財産の商ではなかった。これらの資本家は産業革命への主要な力となった。
近代：マネージャーの勃興
最新のビジネスパーソンはマネージャーである。最初の真の経営者の1人はスコットランドの工業家であるロバート・オウエン（1771 - 1858）であった。彼は「生産性と動機づけの問題」を研究し、続いて仕事を研究した最初の人物で、その後　Frederick Winslow Taylorが続いた。第一次世界大戦後、ハーバート・フーヴァー（Harbert Hoover）と ハーバード・ビジネス・スクール （ Harvard Business School ）をきっかけとして、経営が普及した。

## 給与
ビジネス者の給料はそれぞれ異なり、最高経営責任者の給与は年間数百万ドルになる可能性がある。例えば、Discovery Communicationsの長であるDavid M. Zaslavは2014年に1億5,600万ドルを記録したが、経営幹部が獲得する高給はしばしば批判の源になっている。